# Chapelle Saint-Damien d'Assise
La chapelle Saint-Damien est un édifice religieux catholique (avec couvent) au sud de la vieille ville d’Assise, en Ombrie (Italie). C'est une ancienne chapelle reconstruite en 1205 par saint François d'Assise, en interprétant une demande qu'il aurait reçue du Christ en croix. Chapelle et bâtiment adjacent sont devenus le premier couvent des « Pauvres Dames », les compagnes de sainte Claire.  
La chapelle Saint-Damien fait partie des sites visités par les pèlerins, catholiques ou autres, qui viennent se recueillir sur les lieux fréquentés par saint François d'Assise.

## Historique

### Réhabilitation de la chapelle
En 1205, saint François d'Assise a renoncé à une vie mondaine mais il est encore incertain de la voie à suivre : il visite chapelles et églises d’Assise et des environs. 
Priant un jour devant le crucifix à l'intérieur de la chapelle Saint-Damien, un bâtiment délabré, il entend le Christ en croix lui demander de « rebâtir sa maison en ruines ». 
Comprenant de manière littérale l'invitation du Christ, François se met à l'œuvre avec des amis et restaure cette chapelle — et d’autres — avec l'argent de la vente de draps provenant du fonds de commerce de son père...
Plus tard, François comprendra la portée spirituelle universelle de cette invitation du Christ. Cet événement marque sa vie. Il visite souvent la chapelle (surtout son crucifix) et c'est à Saint-Damien que, vers la fin de sa vie, il compose le Cantique des Créatures.

### Installation des Clarisses

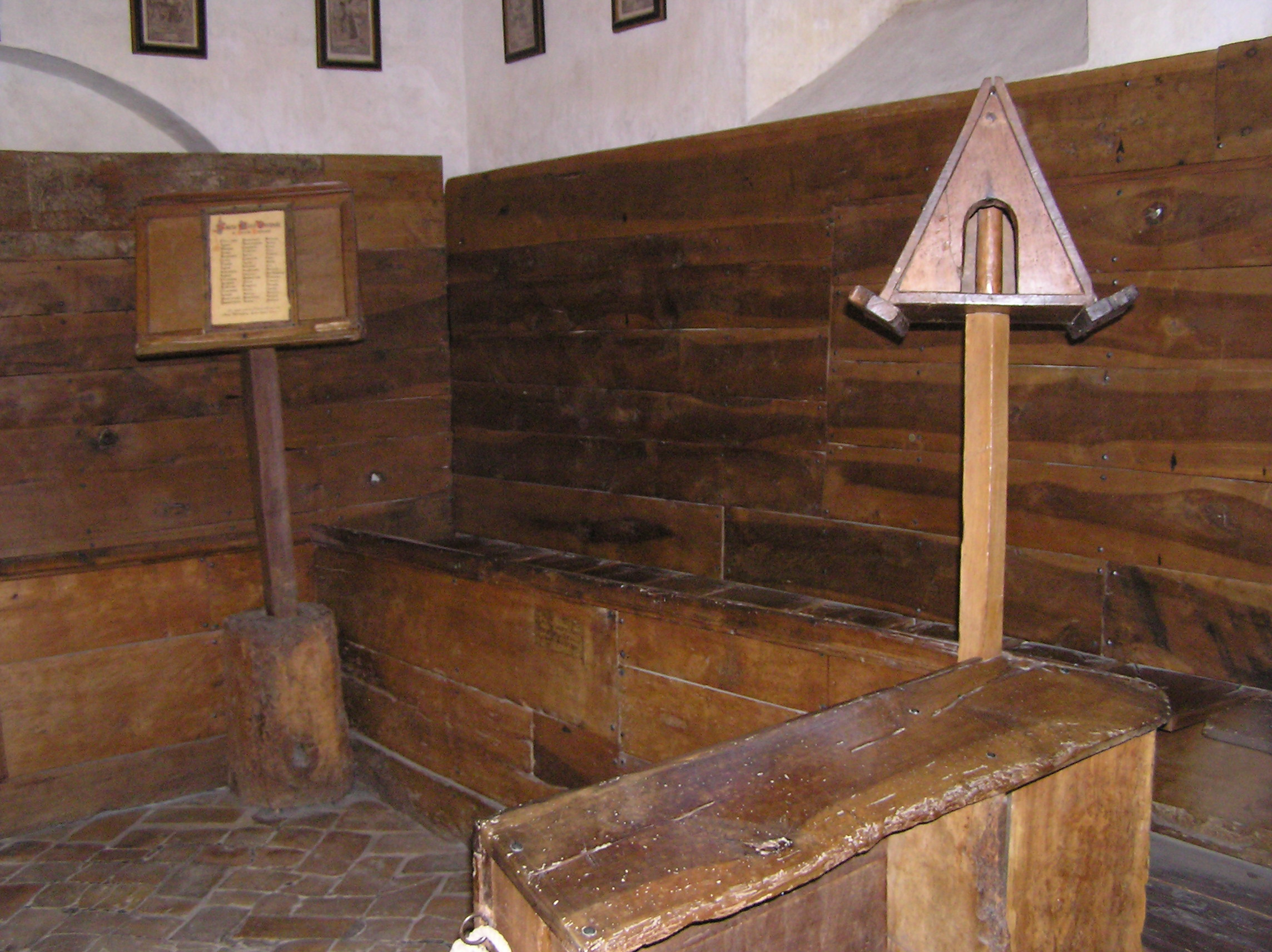
Ancien chœur des Clarisses.

Entre 1211 et 1212 François y installe Claire d’Assise avec un groupe de compagnes, parmi lesquelles Agnès d'Assise. Il leur donne une règle de vie centrée sur la prière et le « privilège de pauvreté ». C’est le premier couvent de l’ordre des pauvres dames, ou Clarisses. Claire y meurt en 1254 ; son corps est transféré en 1260 à la basilique Saint-Claire nouvellement construite dans Assise même. Les religieuses clarisses quittent les lieux également en 1260. 

### Les miracles de sainte Claire
Selon l'historiographie catholique, la chapelle fut le théâtre des grands miracles de la sainte : la multiplication du pain, le don de l'huile, la fuite du cloître des Sarrasins, quelques exorcismes et guérisons, l'apparition de la croix sur le pain en présence du pape.

### Le site aujourd'hui
Le couvent est occupé aujourd’hui par une communauté de frères franciscains qui reçoivent les visiteurs et offrent des services pastoraux dans la chapelle.

## Description

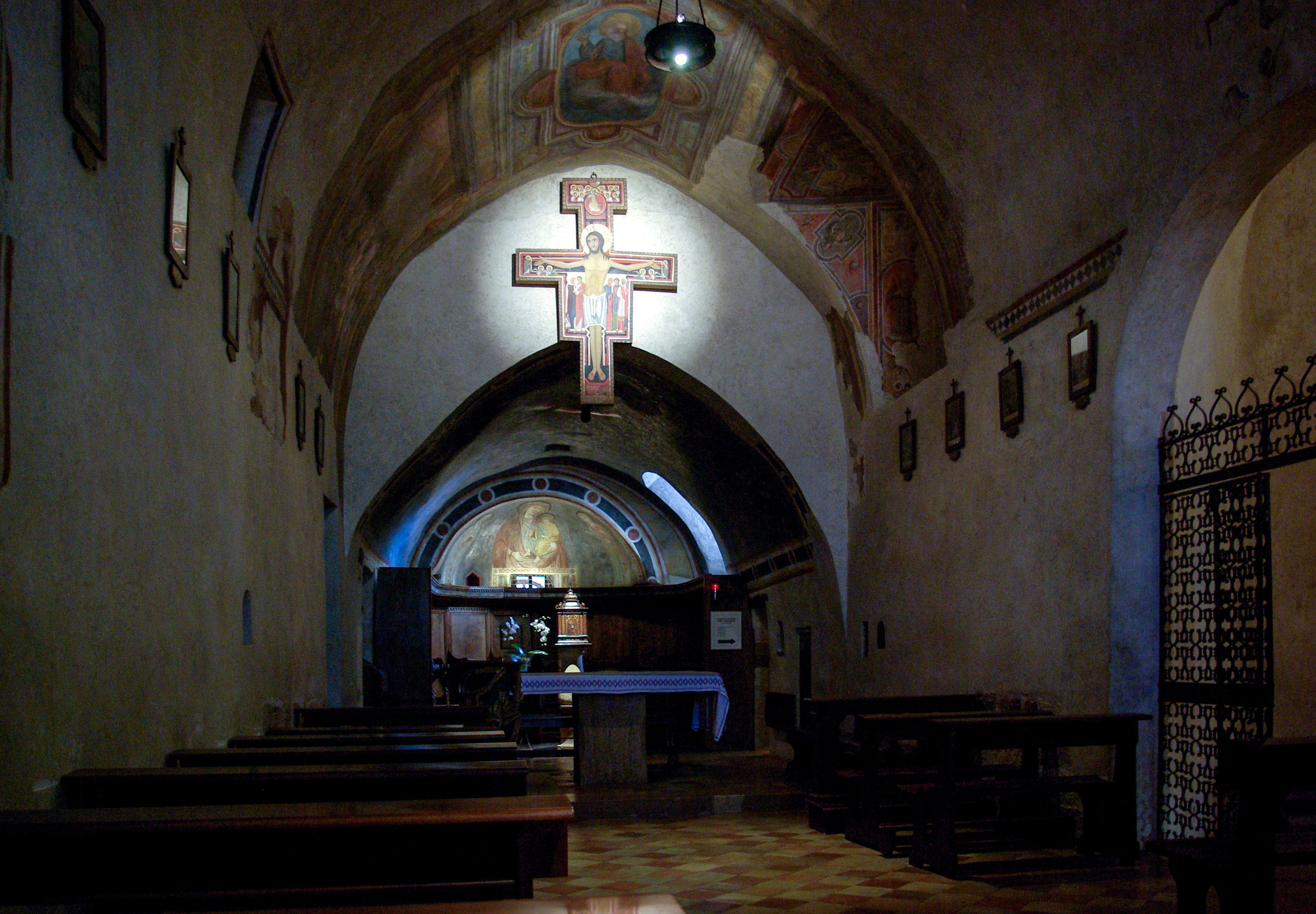
Copie du crucifix de Saint-Damien dans sa situation originale.

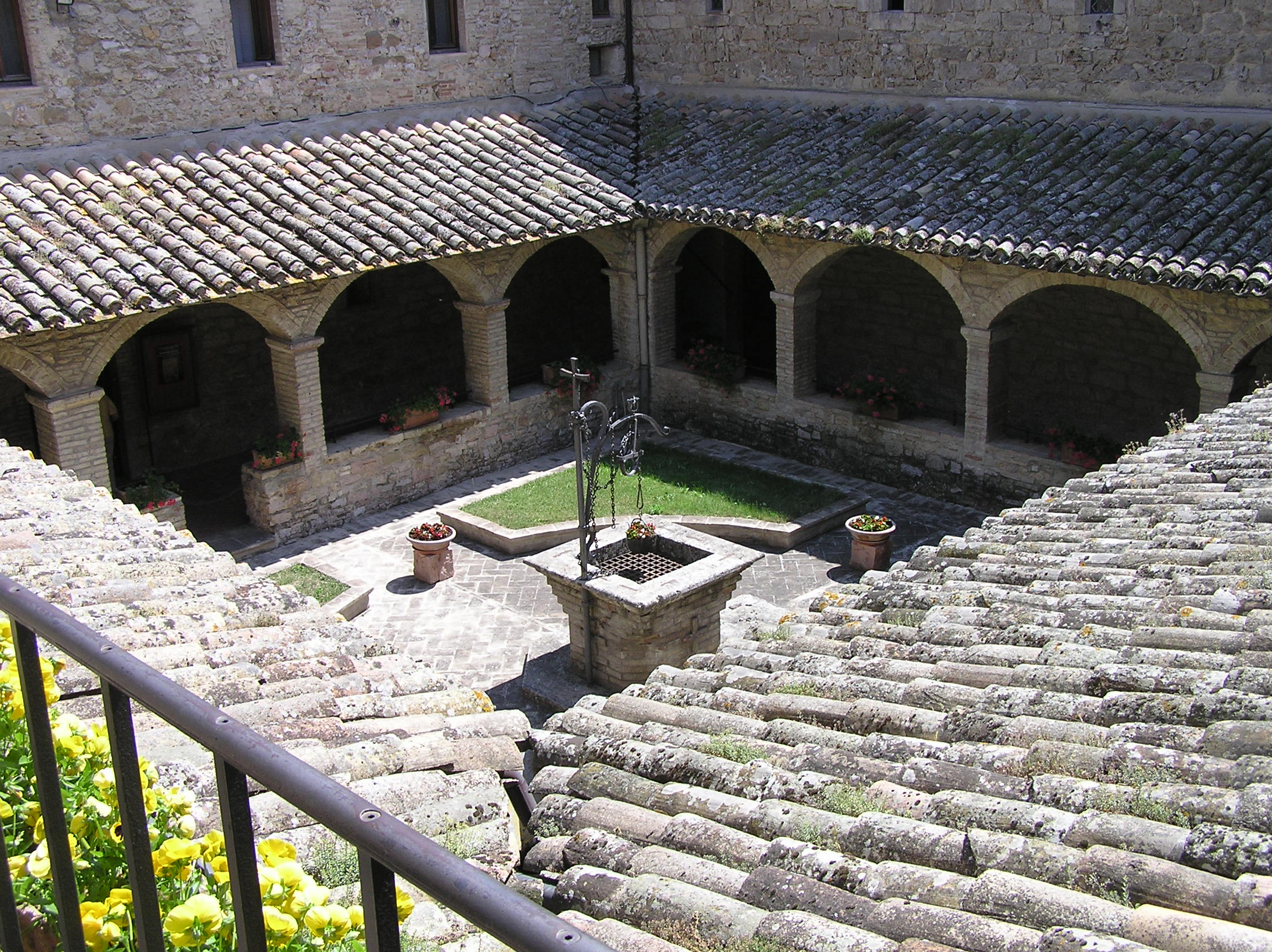
Cloître du couvent Saint-Damien.

La chapelle est englobée dans un complexe plus grand, celui du couvent Saint-Damien. Cependant la façade porte encore le tracé de la chapelle proprement dite. Son entrée est précédée d'un portique court avec trois arcades en plein cintre soutenues par des piliers en  maçonnerie. Au-dessus de l’arcade centrale se distingue la rosace de la chapelle. Le cloître du couvent se trouve sur le flanc gauche de la chapelle. 
À l’intérieur, une nef unique avec voûte ogivale se termine, sans transept, en abside profonde avec maitre autel de conception moderne, tabernacle de bois de style baroque et chœur des moines.  Dans l’abside, une fresque du XIVe siècle représente une Vierge à l'Enfant avec à ses côtés saint Rufin (patron de la ville d’Assise) et saint Damien. 
Au milieu de la nef, dans le mur droit, s’ouvre une chapelle latérale rectangulaire ayant au-dessus de son autel un crucifix en bois datant de 1637, œuvre du frère franciscain Innocenzo da Petralia.
Sur l’arc séparant la nef de l’abside est suspendue une copie du crucifix, dit « crucifix de Saint-Damien », dont le Christ se serait adressé à saint François d’Assise.